# Parco nazionale di Kaziranga
Il parco nazionale di Kaziranga (assamese: কাজিৰঙা ৰাষ্ট্ৰীয় উদ্যান, Kazirônga Rastriyô Uddan, pronunciato ) è un parco nazionale situato nei distretti di Golaghat e Nagaon dell'Assam, in India.
È un patrimonio dell'umanità, ed ospita due terzi dei rinoceronti indiani del mondo. Kaziranga ha la più alta densità di popolazione di tigri del Bengala, e venne dichiarata Tiger Reserve nel 2006. Il parco ha numerosi esemplari di elefanti indiani, bufali indiani e barasinga. Kaziranga è stato riconosciuto come Important Bird Area dal Birdlife International. Il parco ha ottenuto un grande successo nella conservazione di vita selvatica se paragonato ad altre aree protette dell'India. Si trova sul lato orientale dell'hotspot di biodiversità dell'Himalaya orientale.
Kaziranga è un'ampia prateria di Saccharum ravennae, terreni paludosi ed una fitta foresta equatoriale in cui si incrociano quattro importanti fiumi, tra cui il Brahmaputra, ed altri numerosi piccoli fiumiciattoli. Kaziranga è stato oggetto di numerosi libri, documentari e canzoni. Il parco ha celebrato il centenario nel 2005 essendo stato inaugurato nel 1905 come riserva forestale.

## Etimologia
Nonostante l'etimologia del nome Kaziranga non sia certa, esistono alcune possibili spiegazioni. Secondo una leggenda, una ragazza di nome Ranga di un villaggio vicino, ed un ragazzo di nome Kazi proveniente da Karbi Anglong, si innamorarono. La loro unione non era accettata dalle relative famiglie, e la coppia scomparve nella foresta, senza mai più tornare. La foresta avrebbe quindi preso il loro nome. Secondo un'altra leggenda Srimanta Sankardeva, santone Vaiṣṇavi del XVI secolo, benedì una coppia senza figli, Kazi e Rangai, chiedendo loro di creare un piccolo laghetto in modo da far sopravvivere i loro nomi. Testimonianze sulla storia del nome possono essere ritrovate in vecchi archivi secondo cui il re Ahom Pratap Singha (XVII secolo), durante un suo passaggio nella regione, rimase colpito dal profumo di pesce che, in seguito ad una domanda, scoprì provenire da Kaziranga.
Alcuni storici credono che il nome Kaziranga derivi dal termine Karbi Kajir-a-rang, che significa "il villaggio di Kajir (kajiror gaon)". Tra i Karbi, Kajir è un nome comune per le bambine, e si crede che una donna con quel nome abbia in passato regnato su questa terra. Frammenti di monoliti associati al regno dei Karbi sono sparsi su tutta l'area, quasi a testimoniare questa ipotesi. Kaziranga potrebbe anche significare "Terra dei cervi rossi" visto che Kazi in Karbi significa "cervo", e Rangai significa "rosso".

## Storia

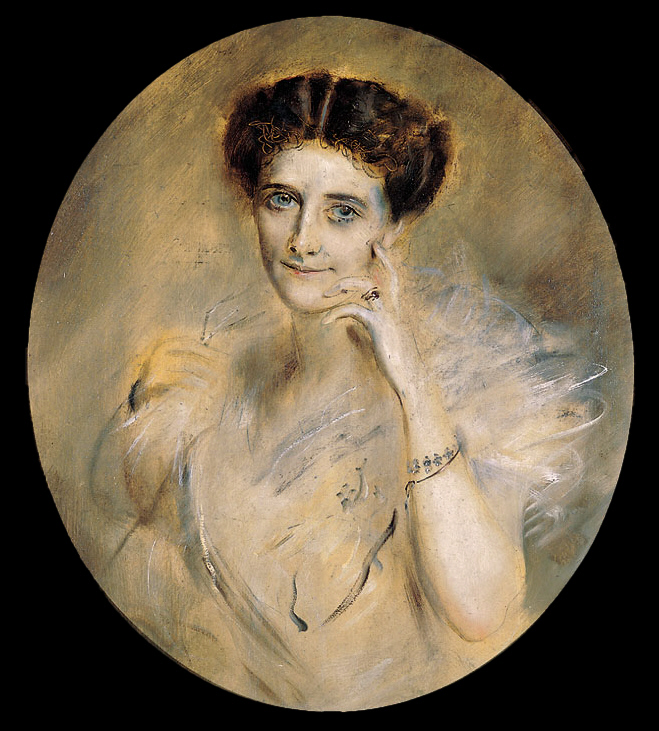
Si crede che Mary Victoria Leiter, moglie del Viceré dell'India, Lord Curzon, abbia creato il movimento di conservazione dei rinoceronti

La storia di Kaziranga come area protetta può essere fatta partire dal 1904 quando Mary Victoria Leiter, moglie del Viceré dell'India Lord Curzon, visitò la zona. Dopo aver fallito nel tentativo di far qualcosa subito per i rinoceronti, per cui l'area era rinomata, persuase il marito a prendere misure urgenti per proteggere la specie in estinzione. Il 1º luglio 1905, venne creato il Kaziranga Proposed Reserve Forest con un'area di 232 km². Nei successivi tre anni il parco venne esteso di 152 km², fino alle sponde del Brahmaputra. Nel 1908 Kaziranga divenne riserva forestale. Nel 1916 divenne Santuario di caccia, e così restò fino al 1938, quando la caccia venne proibita ed il parco venne aperto al pubblico.
Il Santuario di caccia divenne Santuario naturale nel 1950 per merito di P.D. Stracey, conservazionista forestale, al fine di sbarazzarsi di ogni riferimento alla caccia. Nel 1954 il governo di Assam promulgò una legge con cui si stabilivano pene severe per i bracconieri di rinoceronti. 14 anni dopo, nel 1968, il governo statale emise il 'The Assam National Park Act del 1968', dichiarando Kaziranga parco nazionale. I 430 km² del parco passarono ufficialmente sotto il controllo nazionale l'11 febbraio 1974. Nel 1985 Kaziranga venne dichiarato patrimonio dell'umanità dell'UNESCO.
Kaziranga è stato testimone di parecchie calamità naturali negli ultimi decenni. Le inondazioni causate dal Brahmaputra ha diminuito in maniera significativa il numero di animali. Gli sconfinamenti degli uomini lungo il perimetro ha portato alla diminuzione di area forestale e ad una perdita di habitat. Un movimento separatista nato nell'Assam per mano dello United Liberation Front of Asom (ULFA) ha rovinato l'economia della regione, ma Kaziranga non è stato toccato; infatti gruppi di ribelli dello United Liberation Front of Assam proteggono gli animali, ed in casi estremi uccisioni di bracconieri sono state segnalate a partire dagli anni ottanta.
Il parco ha celebrato il centenario nel 2005 invitando anche i discendenti di Lord Curzon. All'inizio del 2007 due rinoceronti e due elefanti sono stati spostati nel Parco nazionale di Manas, primo caso di spostamento di elefanti tra parchi indiani.

## Geografia

Mappa del parco nazionale di Kaziranga

Kaziranga si trova tra le latitudini 26°30' N e 26°45' N, e le longitudini 93°08' E e 93°36' E all'interno di due distretti nello stato indiano di Assam — la suddivisione Kaliabor del distretto di Nagaon e la suddivisione Bokakhat del distretto di Golaghat.
Misura 40 km in lunghezza ad est ad ovest, e 13 km da nord a sud. Kaziranga copre un'area di 378 km², di cui 51,14 persi negli ultimi anni a causa dell'erosione. È stata aggiunta un'ulteriore area di 429 km² lungo i confini del parco al fine di aumentare l'habitat per la crescente popolazione animale del parco, o come corridoio di sicurezza usato dagli animali per raggiungere le colline Karbi Anglong. L'altitudine varia dai 40 agli 80 metri. L'area del parco è circoscritta dal fiume Brahmaputra che rappresenta i confini settentrionale ed orientale, e dal fiume Mora Diphlu sul lato settentrionale. Tra gli altri fiumi del parco ci sono il Diphlu ed il Mora Dhansiri.
Kaziranga è una fertile pianura alluvionale formata dall'erosione e da depositi di limo lasciati dal Brahmaputra. Il territorio è composto da lingue di sabbia che si allungano in acqua, pozze formate dai numerosi ruscelli che formano il 5% dell'intera superficie, e da regioni elevate note come chapories che forniscono rifugio agli animali durante le alluvioni. Molti chapories artificiali sono stati costruiti con l'aiuto dell'esercito indiano. Kaziranga è uno dei più grandi appezzamenti di terra protetta nella cintura sub-Himalayana, e a causa della varietà di specie animali è stato dichiarato "hotspot di biodiversità". Il parco si trova nella regione orientale, ed il bioma dominante è composto dalla foresta di semi-sempreverdi della valle del Brahmaputra, una foresta equatoriale spesso soggetta ad alluvioni simile al Terai.

## Clima
Il clima del parco è caratterizzato da tre stagioni: l'estate, la stagione dei monsoni e l'inverno. L'inverno, tra novembre e febbraio, è mite e asciutto, con una temperatura che oscilla tra i 25 °C e i 5 °C. In questa stagione i beels e i nallah (canali d'acqua) si asciugano. L'estate va da marzo a maggio ed è calda, con temperature che raggiungono i 37 °C. In questa stagione gli animali abitano lungo i corsi d'acqua. Infine la stagione dei monsoni va da giugno a settembre, ed è responsabile di quasi tutte le precipitazioni annuali del parco (2220 mm). Nei mesi di luglio e agosto tre quarti della regione occidentale sono sommersi dall'innalzamento del livello del Brahmaputra. A causa delle inondazioni molti animali migrano verso regioni più elevate oltrepassando i confini meridionali del parco, fino alle colline Mikir. A volte i periodi di siccità creano problemi quali la mancanza di cibo.

## Fauna

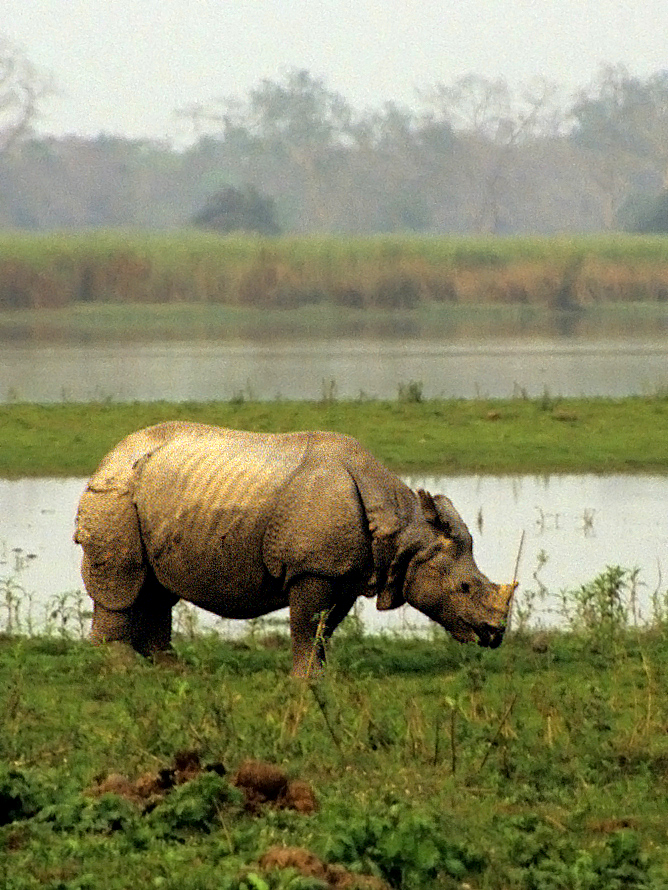
Rinoceronte indiano

Kaziranga contiene buone popolazioni di 35 specie di mammiferi, i cui 15 sono a rischio secondo la lista rossa dell'IUCN. Il parco ospita la più ampia popolazione mondiale di rinoceronti indiani (1855), di bufali indiani (1666) e di barasinga (468). Tra le altre specie significativamente presenti nel parco ci sono gli elefanti (1940), i gaur (30) e i sambar (58). I piccoli erbivori includono i muntjak indiani, i cinghiali e i cervi porcini.
Kaziranga è una delle poche aree protette non africane ad avere numerose specie di grandi felini come tigri reali del Bengala e leopardi indiani. Kaziranga è stato dichiarato Tiger Reserve nel 2006, ed ha la densità di tigri più alta del mondo (una ogni cinque km²), con una popolazione di 86 elementi secondo il censimento del 2000. Altri felidi sono il gatto chaus, il gatto viverrino ed il gatto del Bengala. Tra i piccoli mammiferi ci sono le specie rare del coniglio ispido, della mangusta grigia indiana, della piccola mangusta asiatica, della grande civetta indiana, della piccola civetta indiana, della volpe indiana, dello sciacallo dorato, dell'orso labiato, del pangolino cinese, del pangolino indiano, del tasso naso di porco, del tasso furetto cinese e dell'hylopetes. Nove dei 14 primati indiani si trovano nel parco. Tra di loro spiccano numericamente i macachi di Assam, i Trachypithecus, i Trachypithecus geei, così come l'unica scimmia ominoide dell'India, l'hulok. Anche i fiumi di Kaziranga ospitano una specie a rischio, si tratta del delfino del Gange.

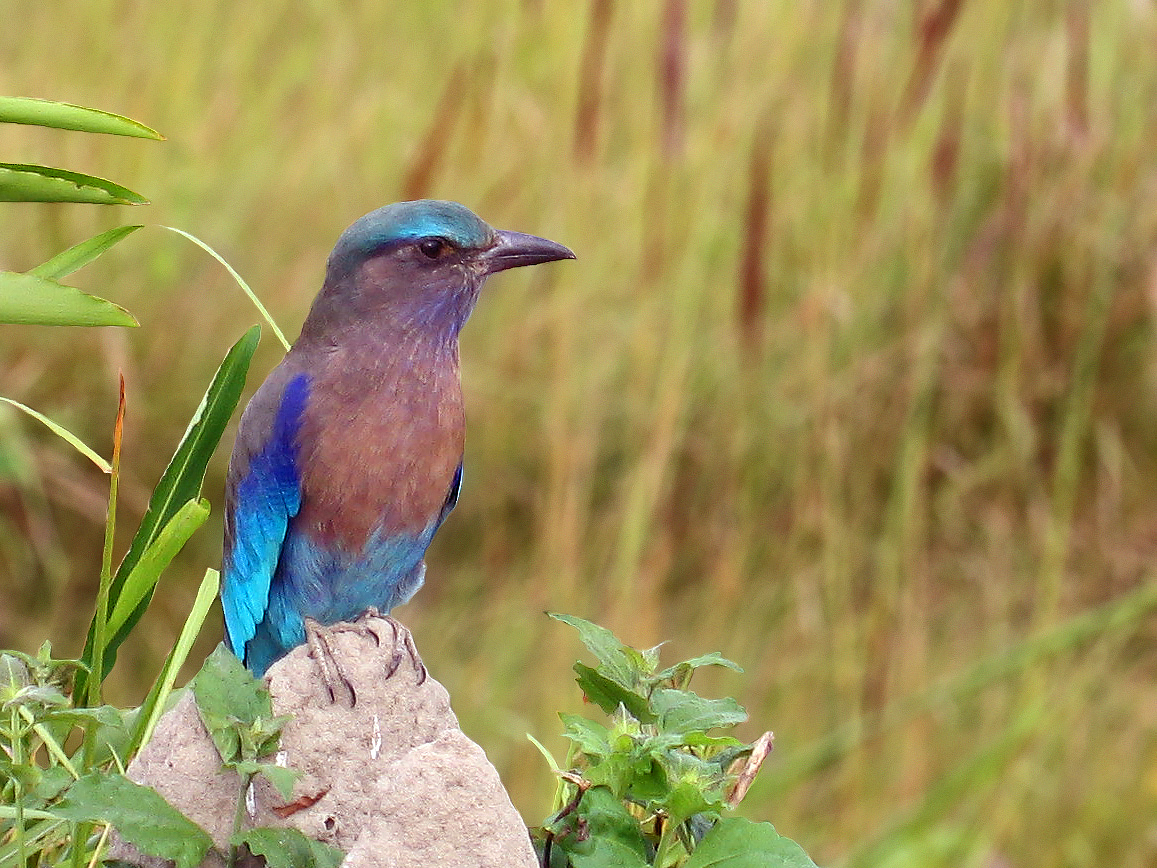
Una Ghiandaia marina

Kaziranga è stata anche segnalata dal Birdlife International come Important Bird Area. Ospita numerosi uccelli migratori, acquatici, predatori e da caccia. Uccelli come l'oca lombardella minore, la moretta tabaccata, il moriglione di Baer, il marabù minore asiatico, il marabù maggiore asiatico, il becco a sella asiatico, l'anastomo asiatico ed altri ciconidi migrano dall'Asia centrale durante l'inverno. Tra gli uccelli fluviali ricordiamo il martin pescatore di Blyth, l'airone imperiale, il pellicano riccio, il pellicano grigio, la pantana macchiata e la sterna ventrenero. Tra i rapaci ci sono l'aquila heliaca, l'aquila anatraia maggiore, l'aquila di mare a coda bianca, l'aquila di mare di Pallas, l'aquila pescatrice testagrigia ed il grillaio.
Kaziranga era l'unico posto in cui si potevano trovare sette specie di avvoltoi, anche se ormai rischiano l'estinzione a causa del fatto che si nutrono di carcasse contaminate dal Diclofenac. Solo gli avvoltoi indiani, gli avvoltoi dal becco sottile e i grifoni del Bengala sono sopravvissuti. Gli uccelli da caccia sono i francolini dipinti del Gange, i floricani del Bengala e i coloma capocchiaro.
Tra le altre famiglie di volatili di Kaziranga ci sono i grandi calai indiani e i buceri testabianca coronati, i garruli di Jerdon e i garruli di palude maculati, uccelli tessitori come i tessitori di Baya, i tessitori di Finn a rischio, turdidi come i sassicola di Hodgson e i silvidi come i forapagliesetolosi. Tra le altre specie a rischio ci sono becchi a cono di Gould e prinia codalunga.
Due dei più grandi serpenti del mondo, pitone reticolato e pitone delle rocce africano, ed altri grandi serpenti come il cobra reale abitano nel parco. Tra gli altri serpenti ci sono il cobra indiano, il cobra monocolo, la vipera di Russell ed il crotalo comune.
Tra i varanidi del parco spiccano i varani del Bengala e i varani d'acqua. Tra gli altri rettili ci sono 15 specie di tartarughe come le specie endemiche della tartaruga di Assam e la tartaruga asiatica delle foreste. 42 specie di pesci si trovano nel parco, tra cui i tetraodon.

## Flora

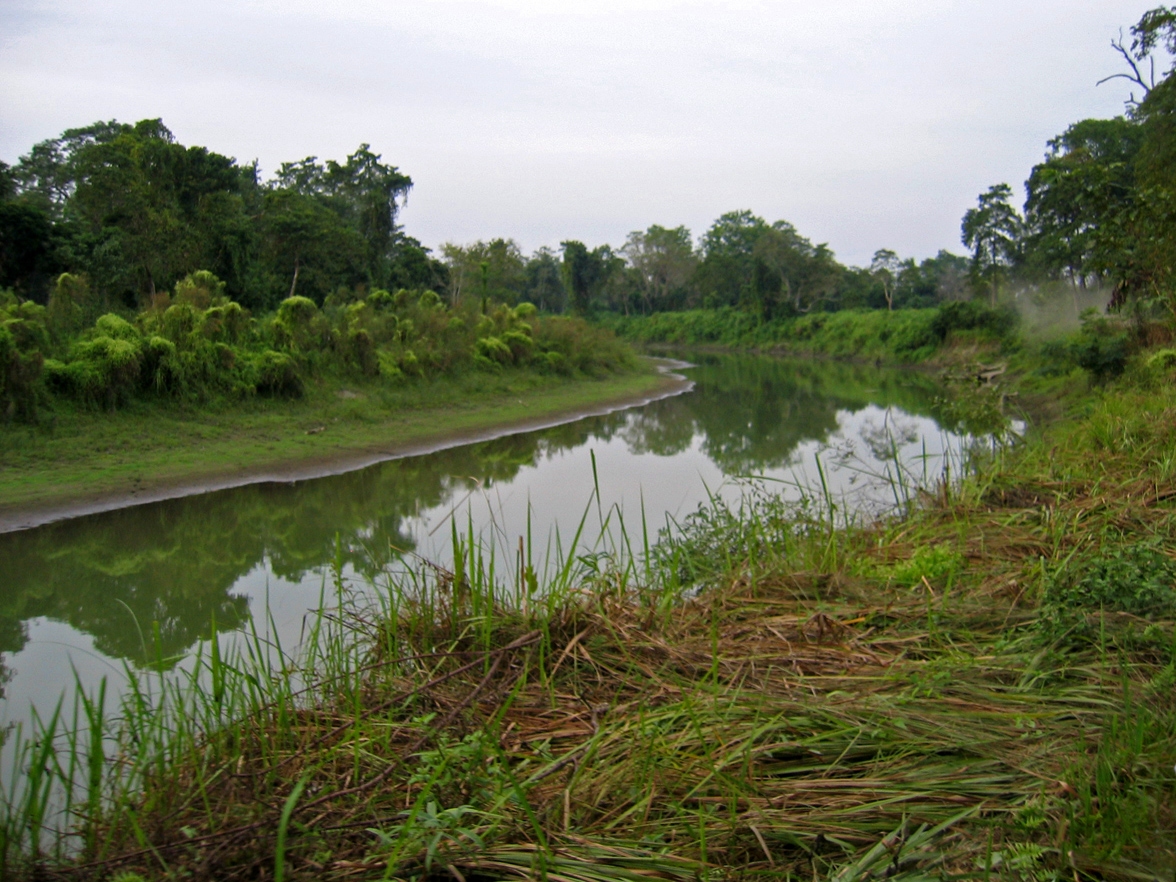
Praterie e foreste decidue di Kaziranga

Esistono quattro tipi di vegetazione nel parco. Si tratta di praterie alluvionali, savana, foresta equatoriale e foreste di semi-sempreverdi. Secondo i dati del Landsat del 1986, la composizione del parco è: erba alta 41%, erba bassa 11%, giungla aperta 29%, paludi 4%, fiumi e corsi d'acqua 8% e sabbia 6%.
C'è differenza di altitudine tra le zone orientale ed occidentale, con la seconda che si trova ad un livello superiore. La parte occidentale è coperta da praterie. Vi si trova l'alta erba per elefanti, mentre la più bassa si trova nelle zone paludose. Le inondazioni annuali, il pascolo degli erbivori e gli incendi controllati mantengono e fertilizzano il terreno. Le erbe alte più comuni sono Saccharum spontaneum, Imperata cylindrica, Arundo donax e Phragmites spp.. In mezzo alle praterie si trovano alcuni alberi tra cui Careya arborea, Phyllanthus emblica, Bombax ceiba (nella savana), e Dillenia spp. (nelle aree paludose).
Fitte foreste di sempreverdi vicino a Kanchanjhuri, Panbari e Tamulipathar sono composte da Aphanamixis polystachya, Talauma hodgsonii, Dillenia indica, Garcinia tinctoria, Ficus rumphii, Cinnamomum bejolghota ed alcune specie di Syzygium. Le foreste tropicali di semi-sempreverdi si trovano vicino a Baguri, Bimali e Haldibari. Comuni alberi ed arbusti sono Albizia procera, Duabanga grandiflora, Lagerstroemia speciosa, Crateva unilocularis, Sterculia urens, Grewia serrulata, Mallotus philippensis, Bridelia retusa, Aphania rubra, Leea indica e Leea umbraculifera.
Vi sono numerose specie di piante acquatiche nei laghi e nelle pozze che costeggiano i fiumi. Il giacinto d'acqua (Eichhornia crassipes) è una specie invasiva molto comune, che spesso contamina i corsi d'acqua ma viene ripulita durante le inondazioni. Un'altra specie invasiva è la Mimosa diplotricha, tossica per gli erbivori, eliminata dai dipendenti del parco con l'aiuto del Wildlife Trust of India nel 2005.

## Amministrazione

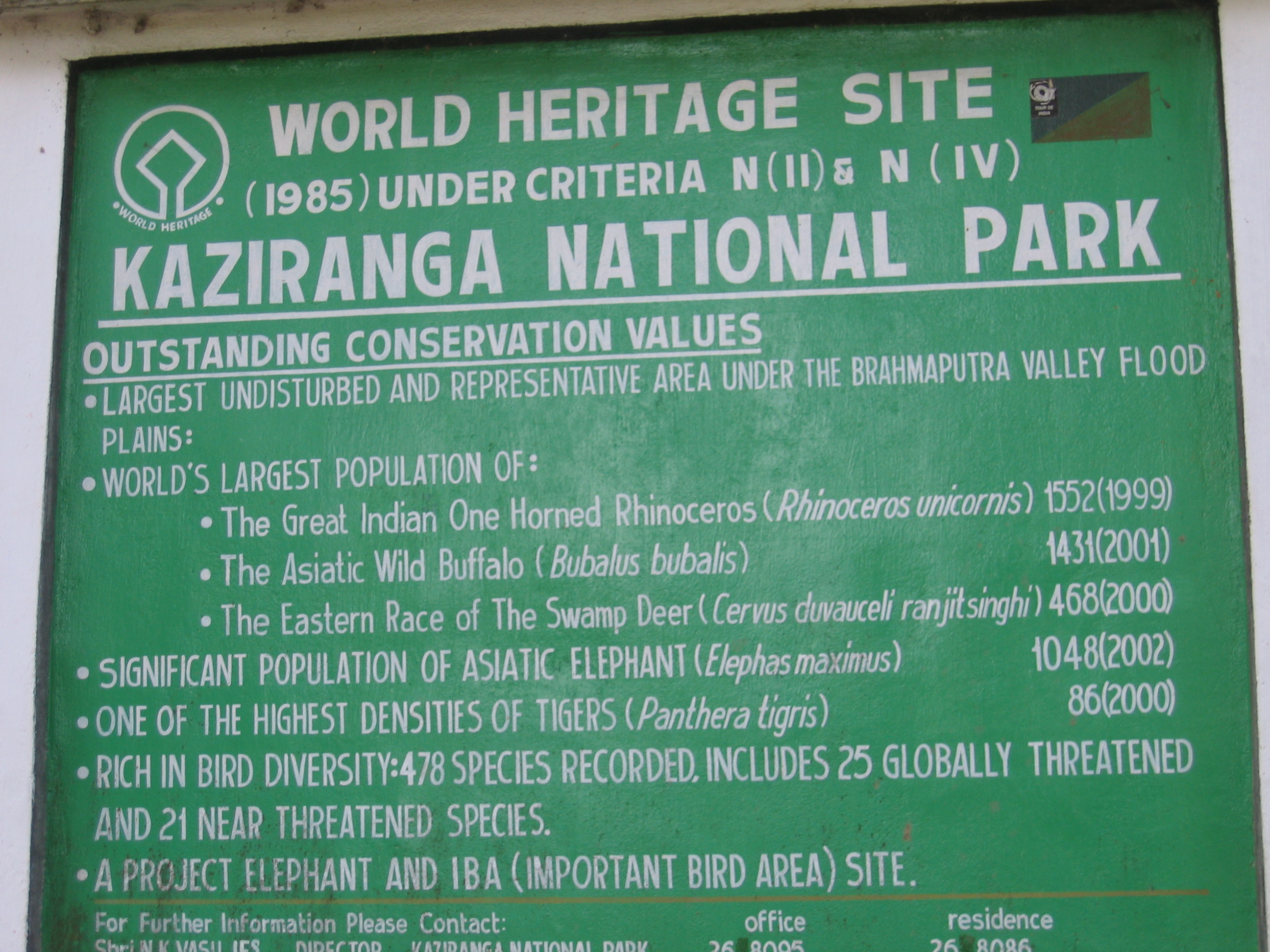
Tabellone che proclama l'entrata del parco tra i patrimoni dell'umanità

Il reparto ambientale del dipartimento governativo di Assam è responsabile dell'amministrazione e della gestione di Kaziranga, il cui quartier generale si trova a Bokakhat. Il capo amministrativo è il direttore. Un ufficiale forestale è il capo esecutivo del parco. Viene aiutato da due ufficiali con il grado di assistenti conservatori delle foreste. L'area del parco è divisa in quattro zone, controllate dai quattro ufficiali. Le quattro zone sono Burapahar, Baguri, Centrale ed Orientale. I rispettivi quartier generali si trovano a Ghorakati, Baguri, Kohora e Agoratoli. Ognuna delle zone è ulteriormente divisa in sotto-zone controllate da un capo forestale e in sotto-sotto-zone gestite da una guardia forestale.
Il parco riceve i finanziamenti dal Governo Statale e dal Ministero dell'Ambiente e delle Foreste del Governo. Altri fondi vengono ricevuti dal Project Elephant del Governo Statale. Nel 1997–1998 il Technical Co-operation for Security Reinforcement elargì una donazione di 100 000 $. Infine esistono anche aiuti ricevuti da organizzazioni non governative nazionali ed internazionali.

## Conservazione del parco

Censimento di elefanti e rinoceronti a Kaziranga

Al parco di Kaziranga è stata garantita la massima protezionedalla legge indiana. Tra le varie norme ci sono la Assam Forest Regulation del 1891 e la Biodiversity Conservation Act del 2002. Il bracconaggio, indirizzato soprattutto verso i rinoceronti e i loro corni, è stata la maggiore preoccupazione delle autorità. Tra il 1980 ed il 2005, 567 rinoceronti sono stati uccisi dai bracconieri. Seguendo al trend decrescente degli ultimi anni, 18 rinoceronti sono stati braccati nel 2007. Gli studi hanno dimostrato che ci sono collegamenti tra questa attività di bracconaggio ed il finanziamento di gruppi terroristi islamici collegati ad Al-Qaida e con sede in Bangladesh.
Misure preventive quali la costruzione di nuovi campi anti-bracconaggio, pattugliamento e controllo sulle armi da fuoco della zona, hanno ridotto il numero di perdite.

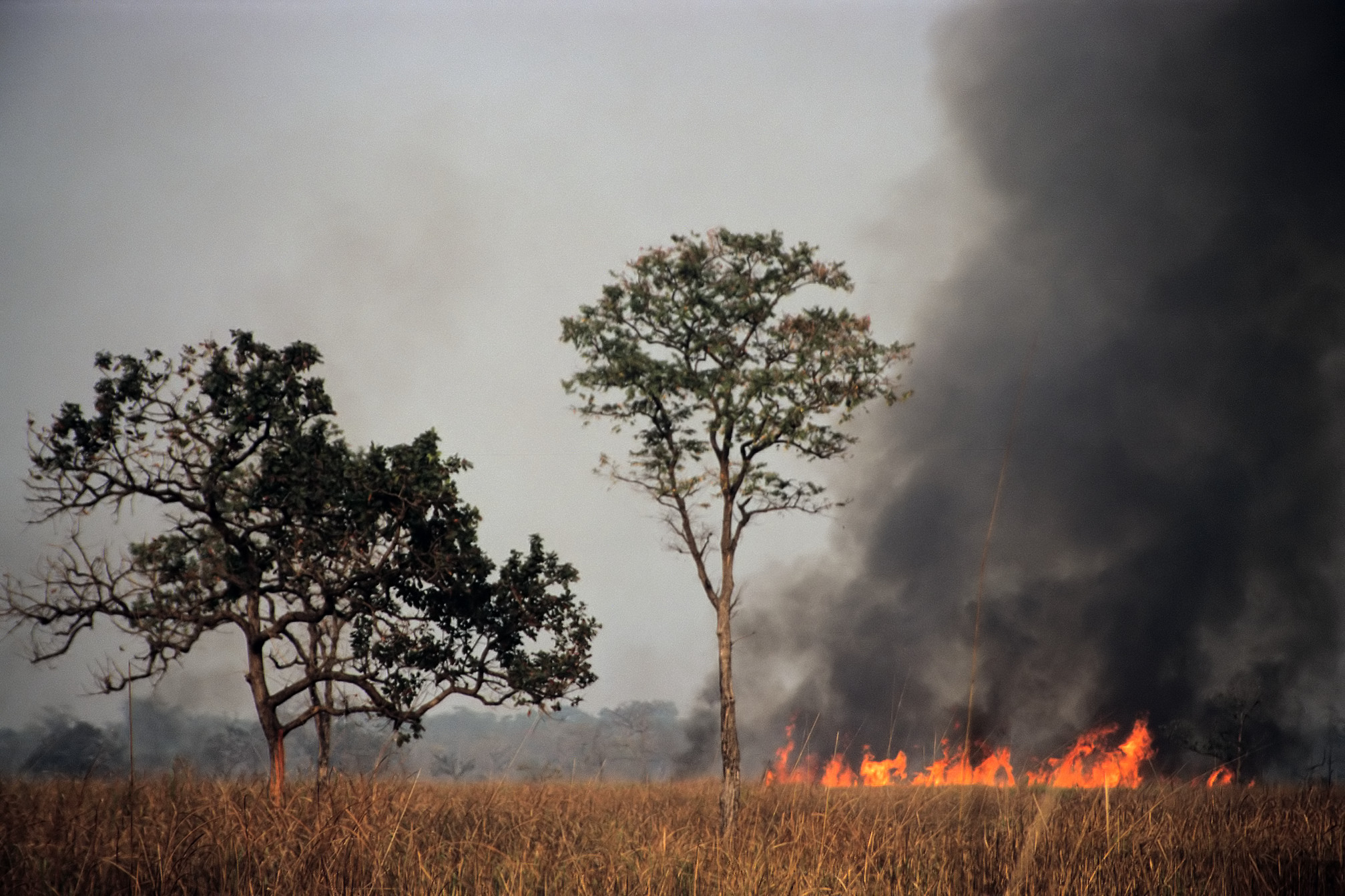
Incendio controllato nelle praterie di Kaziranga

Inondazioni e forti piogge hanno causato la morte di animali selvatici e danni alle infrastrutture. Per fuggire dalle aree inondate molti animali migrano in zone più elevate all'esterno del parco, dove sono soggetti alla caccia, agli investimenti da parte di autoveicoli, o soggetti a rappresaglie dei contadini locali che vedono rovinato il raccolto. Per mitigare le perdite le autorità hanno aumentato il pattugliamento, acquistato barche veloci, e creato pascoli rialzati rispetto alla pianura. Sono stati istituiti numerosi corridoi per rendere sicuro l'attraversamento dell'autostrada National Highway–37 che fiancheggia il confine sud del parco. Per evitare la diffusione delle malattie e mantenere la biodiversità vengono organizzate campagne di vaccinazione del bestiame nei villaggi vicini, e vengono costruiti recinti nelle zone sensibili del parco, dove gli animali esterni tendono ad introdursi per poter pascolare.
L'inquinamento idrico dovuto ai pesticidi provenienti dalle coltivazioni di te, ed una raffineria di petrolio a Numaligarh, mettono a rischio l'ecologia della regione. Specie invasive quali la mimosa e la rosa selvatica rischiano di soffocare le piante autoctone. Per controllare crescita ed espansione di queste specie invasive sono stati studiati metodi biologici per la loro eliminazione, e in casi estremi l'estirpazione fatta a mano prima di semine ad intervalli regolari. Le tecniche di gestione delle praterie, come gli incendi controllati, vengono svolte annualmente al fine di evitare incendi più gravi se sviluppatisi autonomamente.

## Attività turistiche

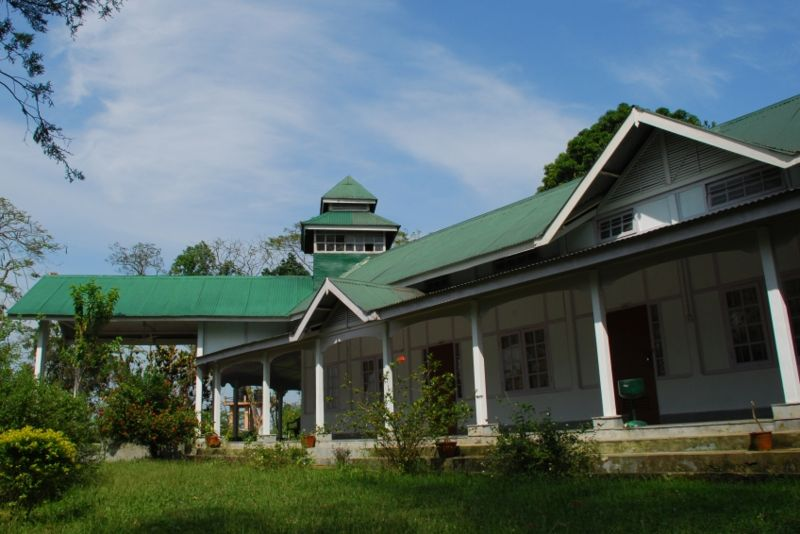
Appartamenti turistici a Bonoshree, gestiti dal Governo di Assam

Tra le attività più praticate c'è l'osservazione della vita selvatica, incluso il birdwatching. Si possono fare visite guidate a dorso di elefanti o in Jeep. L'escursionismo è vietato nel parco al fine di evitare potenziali scontri tra uomini ed animali. Ci sono torri d'osservazione a Sohola, Mihimukh, Kathpara, Foliamari e Harmoti. Le Siwalik formano l'ossatura del parco composto da alberi, prati, e costellato da numerose pozze. Un centro informazioni si trova a Bagori per aiutare i turisti a conoscere maggiormente il parco. Il parco resta chiuso al pubblico da metà aprile a metà ottobre, durante la stagione dei monsoni. Quattro appartamenti per turisti si trovano a Kohora ed altri tre all'interno del parco sono gestiti dal Dipartimento dell'Ambiente e delle Foreste. Altri luoghi per il soggiorno sono ubicati all'esterno del parco. L'aumento del numero di turisti ha portato ad un arricchimento economico delle persone che abitano ai confini del parco impegnate nel settore del turismo. Secondo alcuni studi l'80% trova divertente l'osservazione dei rinoceronti, i turisti stranieri tendono a finanziare la protezione del parco, mentre quelli locali offrono servizio veterinario.

## Trasporti
Le guide forestali autorizzate accompagnano i turisti all'interno del parco. Corse a cavallo di elefanti guidati da Mahout, in Jeep o con altri mezzi a trazione integrale vanno prenotate in anticipo. Partendo dal centro amministrativo di Kohora, queste corse possono seguire tre tracciati sotto le giurisdizioni di Kohora, Bagori e Agaratoli. Queste rotte sono libere per veicoli leggeri da novembre a metà maggio. Ai visitatori è permesso usare i propri veicoli solo se accompagnati da guide.
Autobus della Assam State Transport Corporation e di agenzie private tra Guwahati, Tezpur e l'alto Assam fanno fermata all'entrata principale di Kaziranga sulla NH-37 a Kohora. La città più vicina è Bokakhat a 23 km. Altre città importanti sono Guwahati (217 km) e Jorhat (97 km). Furkating (75 km), sotto la supervisione della Northeast Frontier Railway, è la più vicina stzoine ferroviaria. L'aeroporto Jorhat di Rowriah (97 km), l'aeroporto Tezpur di Salonibari (100 km) e l'aeroporto internazionale Lokpriya Gopinath Bordoloi di Guwahati (217 km) sono gli aeroporti più vicini.

## Nella cultura di massa
Kaziranga è stato l'argomento, o è stato menzionato, in numerosi libri, documentari e canzoni. Il parco conquistò la notorietà grazie a Robin Banerjee (un dottore diventato fotografo e regista) che produsse un documentario intitolato Kaziranga, trasmesso sulla televisione berlinese nel 1961 e diventato un successo. L'autore di fantascienza e di fantasy statunitense Lyon Sprague de Camp descrisse il parco nella sua poesia "Kaziranga, Assam". Venne pubblicata la prima volta nel 1970 in Demons and Dinosaurs, una collezione di poesie, e ristampata come Kaziranga in Years in the Making: the Time-Travel Stories of L. Sprague de Camp nel 2005.
Kaziranga Trail (Children's Book Trust, 1979) è un libro per ragazzi di Arup Dutta circa il bracconaggio di rinoceronti nel parco; vinse il Shankar's Award. Il cantante Assamese Bhupen Hazarika parla di Kaziranga in una delle sue canzoni. Il conservazionista BBC Mark Shand scrisse un libro ed il relativo documentario per la BBC Queen of the Elephants, basato sulla vita della prima mahout in tempi recenti, Parbati Barua di Kaziranga. Il libro vinse nel 1996 il Thomas Cook Travel Book Award ed il Prix littéraire de Trente millions d'amis, facendo pubblicità contemporaneamente alla professione di mahout e al parco.